# Hermann Bollé
Hermann Bollé (Köln, 18. listopada 1845. – Zagreb, 17. travnja 1926.), austrijski arhitekt.

## Životopis
Nakon završene graditeljske obrtne škole, stupa u atelijer arhitekta H. Wiethasea, gdje se bavio nacrtima crkava i crkvene opreme. 1872. dolazi u Beč na Akademiju likovnih umjetnosti gdje radi u ateljeu glasovitog austrijskog arhitekta Friedricha von Schmidta kao njegov asistent. Često se u literaturi krivo navodi kako je Bollé i studirao na spomenutoj Akademiji, međutim njegovo ime se nigdje ne spominje, niti u spisima Akademije, a niti u evidenciji obližnje Politehnike, što znači da Bollé zapravo nije imao formalnog akademskog obrazovanja. Osim toga, on u Beč dolazi s 27 godina i već relativno prestar za školovanje. Godine 1875./76. boravio je u Italiji gdje je upoznao biskupa Josipa Jurja Strossmayera i Isu Kršnjavoga, što je njegov životni put skrenulo u Hrvatsku. Već 1876. godine dolazi u Đakovo gdje je Friedrich von Schmidt nakon smrti arhitekta K. Rösnera, preuzeo poslove na završavanju gradnje đakovačke katedrale Sv. Petra. Bollé će isprva samo razrađivati Schmidtove projekte za đakovačku katedralu, da bi se vremenom osamostalio i dio projekta za Đakovo izveo posve sam.
Iste godine kada dolazi prvi puta u Đakovo započinje s nadziranjem restauracije zagrebačke crkve Sv. Marka po Schmidtovim planovima koji mu povjerava gradnju zgrade Akademije i obnovu zagrebačke katedrale, pa se Bollé 1878. za stalno nastanjuje u Zagrebu. Odmah dobiva narudžbe s raznih strana te započinje intenzivnu arhitektonsku, društveno-kulturnu i pedagošku djelatnost.
U povijesnim stilovima restaurirao je i izgradio je u Hrvatskoj brojne objekte (zgrade Muzeja za umjetnost i obrt i Obrtne škole; kompleks groblja Mirogoj u Zagrebu). U duhu romantizma obnavlja i restaurira hodočasnički kompleks u Mariji Bistrici, katedralu i nadbiskupski dvor, te više Kaptolskih kurija u Zagrebu. Po njegovim nacrtima izvedeni su i detalji zagrebačke urbane opreme, a sudjelovao je u svim važnim pitanjima urbanističkoga oblikovanja Zagreba. Gotovo je nepregledan broj njegovih ostvarenja i projekata na području primijenjenih umjetnosti, od namještaja, do kazališnih kostima i inscenacija, vitraja, nakita, posuđa, svjetiljaka i dr.
Opsežna je Bolléova društveno-kulturna i pedagoška djelatnost. Bio je aktivan član Društva umjetnosti, jedan je od osnivača i ravnatelja Muzeja za umjetnost i obrt te Obrtne škole u čijem okviru je osnovao i Graditeljsku školu koju je i vodio pune 32 godine. S učenicima i nastavnicima sudjelovao je na velikim izložbama u svijetu (Trst 1882., Budimpešta 1885. i 1886., Pariz 1900.) dobivši više vrijednih priznanja i odlikovanja. Unatoč polemikama koje se i danas vode glede njegova rada, Bollé je nesumnjivo odigrao presudnu ulogu u urbanističkome oblikovanju Zagreba druge polovice 19. stoljeća.
S Bolléom je surađivao danski slikar-dekorater Johannes Clausen.

## Ostavština
U siječnju 2014. godine, na 102. metru južnog zvonika zagrebačke katedrale iza natpisa A. D. 1898, pronađena je pisana poruka Hermanna Bolléa. U poruci je Bollé napisao: "A dao dobri Bog, kada iza viekovah opet na javu dodje sadanja spomenica... da se tada nadju svi Hrvati kao dobri katolici, te slavan, složan i slobodan narod." Dva pergamenta bila su smještena u malenoj staklenoj kapsuli, no uništila ih je vlaga. Tek postupkom u laboratoriju Hrvatskoga državnog arhiva uspjelo se dešifrirati tko ih je ostavio.

## Radovi

### Gradio ili sudjelovao u gradnji
Zagrebu
- zgrada palače HAZU
- zavod sv. Josipa odnosno samostan Magdalenki u Nazorovoj ulici (1879.)
- kurija na Kaptolu 6 (nakon 1880.)
- kurija u Novoj vesi 5 (1880. – 1882)
- sjemenišna kapela na Kaptolu (od 1880.)
- kemijski laboratorij na Strossmayerovu trgu (1882. – 1884.)
- evangelička crkvena općina Zagreb (1881. – 1884.)
- zgrada Muzeja za umjetnost i obrt i Obrtne škole (1882. – 1892.)
- palača Pongratz na Jelačićevu trgu (1882. – 1884., srušena 1937.)
- kompleks groblja Mirogoj (arkade, mrtvačnica, kapela Krista Kralja, kapela na pravoslavnom dijelu groblja i brojni spomenici, 1883. – 1914.)
- kurija na Kaptolu 21 (1885.)
- vila Weiss na Prekrižju (1890., srušena između dva rata)
- stambena jednokatnica u Dalmatinskoj 10 u Zagrebu (1890.)
- kapelica na Ilirskom trgu (1892.)
- stambena dvokatnica u ulici J. Žerjavića 4 (1893.)
- učiteljska škola u Medulićevoj (s K. Waidmannom, 1893.)
- umjetnički ateljei u Ilici 85 (u suradnji s V. Bukovcem, 1894.).

Drugdje u Hrvatskoj
- đakovačka katedrala (1876. – 1883., uključen u vođenje gradilišta prema projektima Karla Rösnera i F. Schmidta)
- gimnazija u Osijeku (od 1880.)
- grobna kapela Pejačević u Našicama (1881.)
- grobnica obitelji Jelačić u zaprešićkim Novim dvorima(1884.)
- župna crkva u Tounju (1886. – 1897.)
- drvena crkvica u Gustelnici u Turopolju (1889.)
- činovnička kuća na imanju Weiss u Budinščini (1890.)
- župna crkva i dvor u Šišljaviću pokraj Karlovca (od 1892.)
- parohijalna crkva u Štikadi pokraj Gračaca (1894.)
- župna crkva Sv. Martina biskupa (Dugo Selo) (1895.)
- spomenik palim junacima u I. svjetskom ratu na vojnom groblju u Karlovcu (1918.).
- prema njegovom nacrtu majstor Franc izradio raspelo koje se od 1957. godine nalazi pored kasnobarokne crkve Majke Božje Snježne u Kutini, koje je naručio rektor Zagrebačkog sveučilišta, rođeni Kutinčan Gustav Baron

Izvan Hrvatske
- hrvatski paviljon na svjetskoj izložbi u Trstu (1882.)
- župna crkva u Erdeviku u Srijemu (1885. – 1890.)
- šumarski paviljon na Milenijskoj izložbi u Budimpešti (1896.)
- vincilirska kuća na imanju Odescalchija u Višnjevcima u Srijemu (1903.)
- grobna kapelica Đurišić u Rumi (1910.)
- župna crkva i dvor u Čalmi u Srijemu (1914., srušeno u II. svjetskom ratu)
- grobna kapelica Taschner u Rumi (oko 1923.).

### Obnovio i restaurirao
Zagreb
- crkva sv. Marka (nadzirao prema nacrtima F. Schmidta, 1877. – 1880.)
- zagrebačka katedrala i nadbiskupski dvor (1880. – 1905.)
- crkva u Granešini (1880.)
- kaptolske kurije br. 2, 3, 4, 20, 21, 26 (samostalno ili u suradnji, nakon 1880.)
- pročelje crkve Sv. Katarine (nakon 1880.)
- franjevačka crkva (1881. – 1902.)
- crkva u Remetama (od 1881.)
- unutrašnjost pravoslavne crkve (1882. – 1894.)
- zgrada u Ilici 45 (1882., pregrađeno)
- zgrada na Jelačićevu trgu 1 (1882., uklonjeno)
- grkokatolička crkva Sv. Ćirila Metoda (1883. – 1885.)
- zgrada Bogoštovlja i nastave u Opatičkoj 10 (1892.)
- kapelica Sv. Duha (od 1893.).

Drugdje u Hrvatskoj
- župna crkva Sv. Ane u Križevcima (1878. – 1890.)
- hodočasnički kompleks u Mariji Bistrici (1878. – 1883.)
- župna crkva u Dubrancu pokraj Karlovca (1883. – 1889.)
- crkva u Resniku pokraj Zagreba (1887.)
- župna crkva u Belici u Međimurju (1890.)
- crkva u Kaštu pokraj Ozlja (1892.)
- franjevačka crkva u Iloku (1892. – 1909.)
- grkokatolička katedrala u Križevcima (od 1892.)
- franjevačka crkva i samostan u Kostajnici (1892.)
- župna crkva u Velikoj Gorici (1893.)
- episkopska crkva i dvor u Pakracu (1893.)
- kapela Sv. Marije u Gornjoj Stubici (prije 1896.)
- pravoslavna crkva u Bjelovaru (1897.)
- franjevačka crkva u Virovitici (1899.).

Izvan Hrvatske
- hodočasnička kapela Snježne Gospe Tekijske kod Petrovaradina (1881.)
- župna crkva u Franjindolu kraj Zemuna (1888.)
- manastir i crkva u Grgetegu u Srijemu (1899.).

### Projekti zagrebačke urbane opreme
- kaptolska fontana (u suradnji sa Schmidtom, 1882.)
- fontana na Zrinjevcu (1891. – 1893.)
- Meteorološki stup na Zrinjevcu (1894.)
- ograda i portal Botaničkoga vrta (1894.)
- ograda zgrade Bogoštovlja i nastave u Opatičkoj 10 (1894.).

## Vanjske poveznice
- Bollé, Herman Hrvatska tehnička enciklopedija, portal hrvatske tehničke baštine. LZMK